# 芝山町
芝山町（しばやままち）は、千葉県の東部に位置し、山武郡に属する町。
国際観光モデル地区に指定されている。埴輪が多数出土するため町内各所に展示されている。

## 地理

芝山公園に展示されている埴輪

千葉県北東部に位置し、県庁所在地である千葉市から約30キロメートルの距離である。東京都の都心から50 - 60キロメートル圏内である。都市雇用圏における成田都市圏に含まれており、成田市への通勤率は18.6%（平成22年国勢調査）。
町域全体が丘陵地帯で、下総台地（北総台地）のほぼ中央に位置し、概ね平坦で東に高谷川、西に木戸川が流れ、この流域は稲作地帯になっている。また西北部の丘陵地では畑作が盛んである。そのため、第1次産業が盛んである。
山武地域の最北端、東は多古町、南は横芝光町と山武市、南西に富里市、北は成田市、成田国際空港に接し、一部空港用地が町内にかかっている。芝山町は町域の殆どが成田空港を離着陸する航空機の航路の真下に位置し、航空機の高度が低い場所であるため、町の7割が騒音地区に指定されており、成田空港周辺市町村の中でも最も騒音被害の大きい地域である。そのため、成田空港反対運動において成田市に次ぐ空港反対同盟の活動の拠点になっていた。

### 隣接する自治体
- 成田市
- 富里市
- 山武市
- 山武郡
  - 横芝光町
- 香取郡
  - 多古町

## 歴史
5世紀から7世紀ごろまで作られた古墳群があり、埴輪などが多数出土している。町内には現存する古墳だけでも99基あり、消滅したものを含めると計280基の古墳が存在したことが確認されている。芝山町は土地の約7割に古代の遺跡があるとされ、未発掘の場所も残っている。
「芝山」の由来は町の南部にある観音教寺の別称「芝山仁王尊」による。芝山仁王尊の建立は奈良時代前期と伝えられている。芝山仁王尊は江戸時代まで成田市の成田山新勝寺と信者を2分するほどの隆盛を誇っていた。現在の総武本線に相当する東京東部から千葉県東総地域への鉄道設置の計画段階では、芝山を経由して芝山仁王尊への参拝客の利用を見込んだプランもあった。またその後、1920年代には東京成芝電気鉄道が計画されるも未成線である。成田山と決定的に参拝客の差が生じたのは、成田に鉄道が建設された20世紀初頭以降の事である。
『総州山室譜伝記』では、豊臣秀吉による小田原征伐後に下総の諸城が豊臣方への明け渡しに応じる中、飯櫃城が秀吉の命に背いて大軍を相手に籠城し、1590年（天正18年）12月28日に落城したとされ、現地には落人伝説が残されている。

### 現代
- 1955年（昭和30年）7月1日 - 山武郡千代田村・二川村が新設合併して芝山町が発足。
- 1966年（昭和41年）7月4日 - 新東京国際空港の位置及び規模について閣議決定。新東京国際空港の建設予定地が宮内庁下総御料牧場周辺とされ、芝山町の一分が用地とされたほか、開港の暁には町のほぼ全域が騒音区域となることが決定づけられた。
  - 7月20日 - 三里塚芝山連合空港反対同盟が結成される。以降反対闘争が激化する。
- 1977年（昭和52年）5月9日 - 芝山町長宅前臨時派出所襲撃事件が発生。
- 1978年（昭和53年）5月20日 - 新東京国際空港（現・成田国際空港）開港。
- 1982年（昭和57年）10月31日 - 第1回芝山はにわ祭が開催される。
- 1985年（昭和60年）3月24日 - 芝山町、成田市、佐倉市、栄町が国の国際観光モデル地区に指定される。
- 2002年（平成14年）10月27日 - 芝山鉄道芝山鉄道線が開通。同時に芝山千代田駅が開業。
- 2003年（平成15年）4月21日 - 国の構造改革特別区域法に基づき国際空港特区に認定される。
- 2016年（平成28年）9月27日 - NAAが四者協議会でC滑走路を芝山町に建設することを発表[4]。

## 人口
平成27年国勢調査より前回調査からの人口増減をみると、6.17％減の7,431人であり、増減率は千葉県下54市町村中40位、60行政区域中46位。
| |                                        |  |
| 芝山町と全国の年齢別人口分布（2005年） | 芝山町の年齢・男女別人口分布（2005年） |  |
| ■紫色 ― 芝山町 ■緑色 ― 日本全国 | ■青色 ― 男性 ■赤色 ― 女性              |  |
| 芝山町（に相当する地域）の人口の推移 \| 1970年（昭和45年） \| 8,198人 \| \| \| 1975年（昭和50年） \| 7,873人 \| \| \| 1980年（昭和55年） \| 7,971人 \| \| \| 1985年（昭和60年） \| 8,331人 \| \| \| 1990年（平成2年） \| 8,347人 \| \| \| 1995年（平成7年） \| 8,517人 \| \| \| 2000年（平成12年） \| 8,401人 \| \| \| 2005年（平成17年） \| 8,389人 \| \| \| 2010年（平成22年） \| 7,920人 \| \| \| 2015年（平成27年） \| 7,431人 \| \| \| 2020年（令和2年） \| 7,033人 \| \| |                                        |  |
| 総務省統計局 国勢調査より |                                        |  |
| 1970年（昭和45年） | 8,198人                                |  |
| 1975年（昭和50年） | 7,873人                                |  |
| 1980年（昭和55年） | 7,971人                                |  |
| 1985年（昭和60年） | 8,331人                                |  |
| 1990年（平成2年） | 8,347人                                |  |
| 1995年（平成7年） | 8,517人                                |  |
| 2000年（平成12年） | 8,401人                                |  |
| 2005年（平成17年） | 8,389人                                |  |
| 2010年（平成22年） | 7,920人                                |  |
| 2015年（平成27年） | 7,431人                                |  |
| 2020年（令和2年） | 7,033人                                |  |

## 行政
町長：麻生孝之

### 歴代町長
- 川口幸一　1955年−1959年、1期[5]
- 寺内元助　1959年−1963年、2期
- 手島孝一　1963年−1969年、3期
- 真行寺一朗　1969年−1973年、4期
- 内田裕雄　　1973年−1997年、5期
- 相川勝重 - 1997年 - 2021年、6期[6]
- 麻生孝之 - 2021年に初当選。現在1期目[7]。

### 立法

#### 県政
- 千葉県議会
  - 選挙区：山武市・山武郡選挙区
  - 定数：2名

#### 国政
- 衆議院
  - 選挙区：全域が千葉県第11区に属する。
- 参議院
  - 選挙区：千葉県選挙区に属する。

## 経済
芝山町は空港に隣接しているため、臨空工業団地（芝山第2工業団地、空港南部工業団地）などに多くの企業が進出しており、国の構造改革特別区域法に基づく国際空港特区の一端を担っている。また、その波及効果も大きく、町内はもとより周辺市町村への雇用拡大や、平成16年度より固定資産税収入の増収により、芝山町は普通交付税不交付団体（財源超過団体）になり、財政の健全化にも貢献している。

### 第一次産業

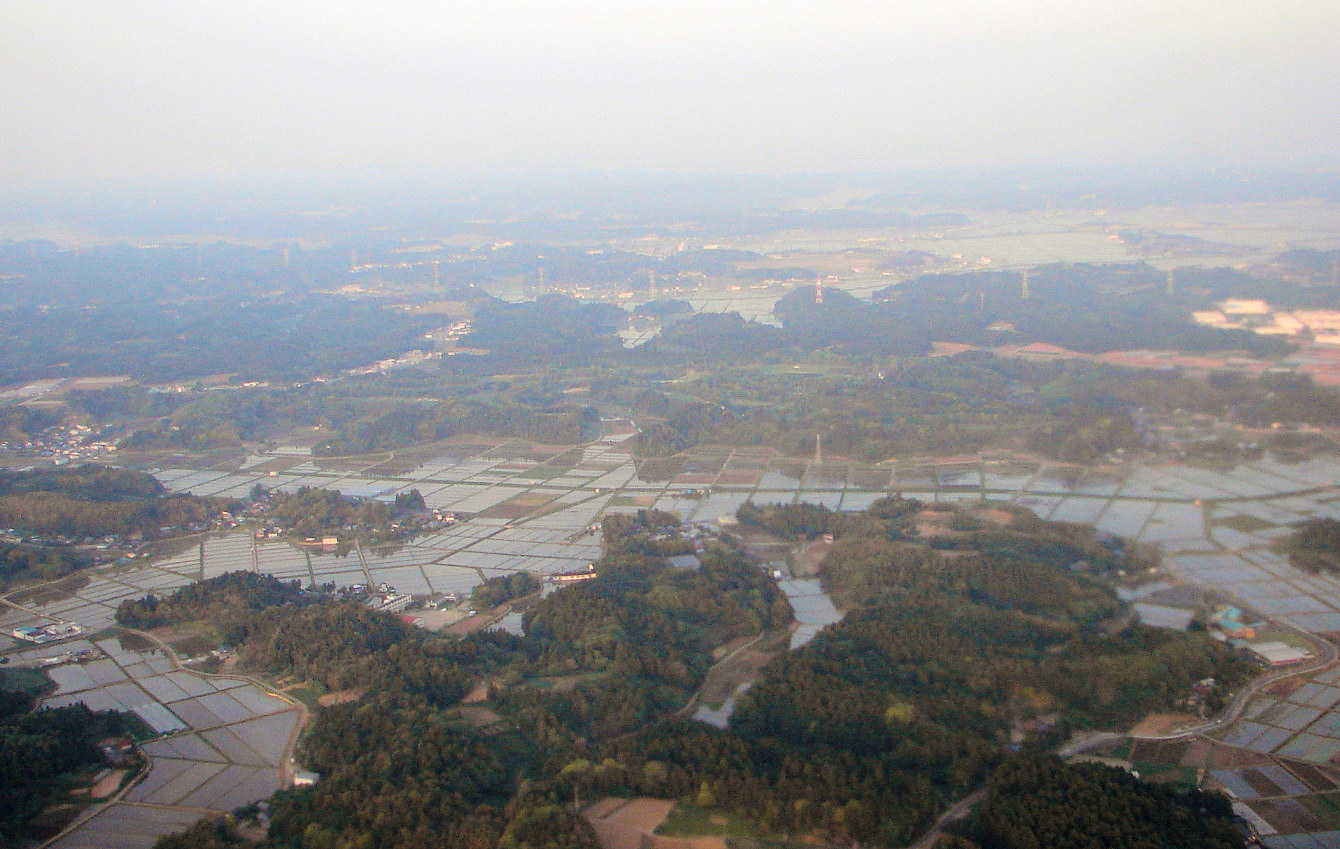
芝山町の田圃

農業従事者が多く、人口の30%程度を占めている。近年スイカと花きの出荷が増加。後者に関しては、成田空港から海外に輸出されるものも多い。

### 第二次産業
町内には芝山（向野地区・千葉県企業庁）（木崎地区・千葉県まちづくり公社）、第2芝山（千葉県企業庁）、空港南部（千葉県企業庁）の3つの工業団地がある。芝山工業団地内にある日本オーチス・エレベータのエレベーター試験塔、芝山テストタワー（高さ:154.2メートル、地上:39階建て）が目立つ。また、現在も物流団地の拡大が続けられている。

### 第三次産業
空港施設そのものはほとんどが成田市域にあり、騒音被害に見合うだけの収入がないと言う不満の声も聞かれる。
町内の主な物流拠点
- 郵船ロジスティクス成田ロジスティクスセンター（NLC）
- 福山通運成田流通センター
- 西日本鉄道成田ロジスティクスセンター
- セイノー通関成田ロジスティクスセンター
- 西濃シェンカー成田ロジスティクスセンター
- DHL成田ロジスティックセンター
- プロロジスパーク成田
- ケイラインロジスティックス成田ロジスティックスセンター
- アルプス物流成田営業所・航空事業センター
- 東芝物流成田エアカーゴセンター
- 近鉄エクスプレス成田ターミナル
- 丸紅物流成田営業所
- 日立物流成田航空センター
- 阪急阪神エクスプレス成田カーゴターミナル

## 地域

### 地区
| 地区     | 大字                                                                                                 |
| -------- | --- |
| 芝山周辺 | 小池、芝山、山中、高谷、殿部田、境、宮崎、上吹入、下吹入、大台、高田、新井田、新井田新田、牧野、宝馬 |
| 東部     | 岩山、朝倉、大台（飛地）                                                                             |
| 菱田周辺 | 菱田、香山新田、大里                                                                                 |

### 施設

芝山文化センター

- 芝山文化センター

### 教育

#### 小学校
- 芝山町立芝山小学校

#### 中学校
- 芝山町立芝山中学校

#### 専修学校
- アニマル・ベジテイション・カレッジ

## 交通

### 空港
- 成田国際空港

### 鉄道路線
芝山鉄道
- 芝山鉄道線：芝山千代田駅

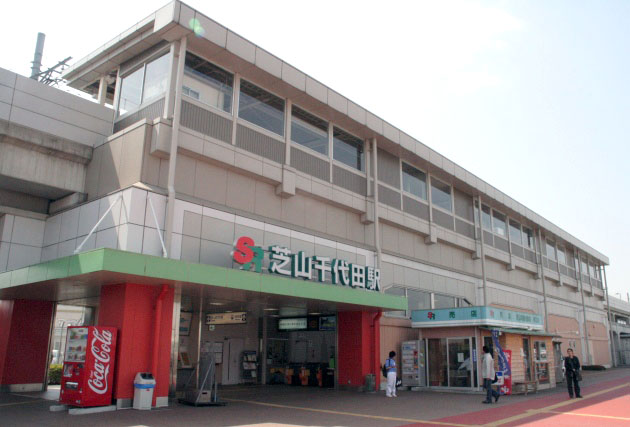
芝山千代田駅

1911年（明治44年）から1944年（昭和19年）まで、成田鉄道多古線が現在の町域を通っていた。

### 路線バス

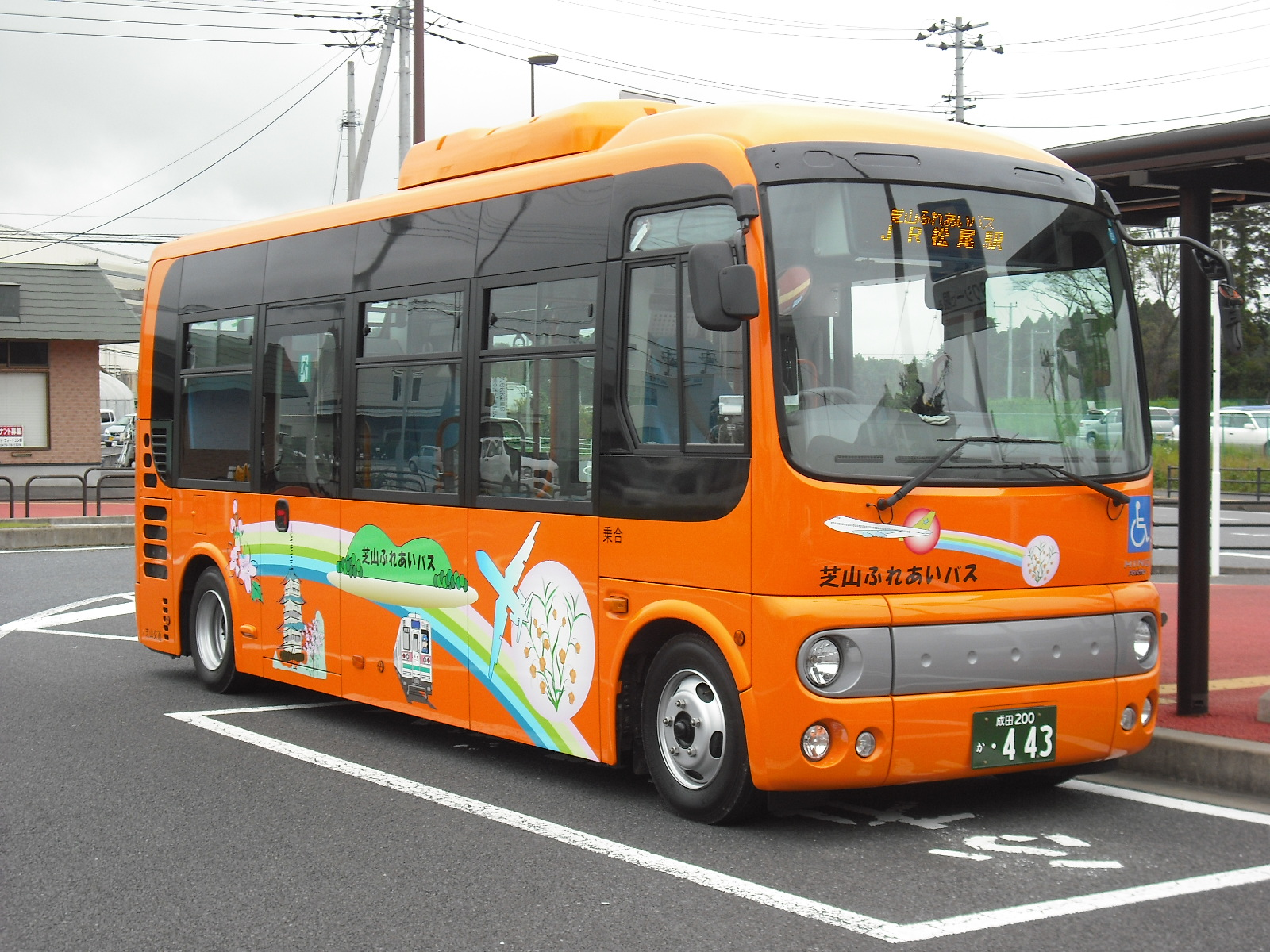
芝山ふれあいバス

- JRバス関東（成田駅 - 芝山千代田駅 - 三里塚 - 多古 - 八日市場駅）
- 京成バス千葉イースト（旧千葉交通）
  - 空港シャトルバス（横芝屋形海岸・蓮沼・松尾・芝山千代田駅 - 成田空港）
- 京成バス千葉イースト成田空港営業所（旧成田空港交通）
- 芝山ふれあいバス （芝山交通が受託）

### 高速バス
- 成田シャトル 新木場駅 - 成田空港・芝山町役場（WILLER EXPRESS）
- 東京駅八重洲南口 - 富里バスターミナル・多古台バスターミナル（京成バス千葉イースト）

### 道路
一般国道
- 国道296号

主要地方道
- 千葉県道62号成田松尾線（芝山はにわ道）
- 千葉県道43号八街三里塚線
- 千葉県道45号八日市場八街線

一般県道
- 千葉県道106号八日市場佐倉線
- 千葉県道112号成田成東線
- 千葉県道290号大里小池線

道の駅
- 風和里しばやま

## 名所・旧跡・観光スポット・祭事・催事

### 名所・旧跡
- 観音教寺

観音教寺

  - 江戸時代、成田山新勝寺（成田不動）と共に民間信仰を集め、親しまれてきた。781年の創建を伝える天台宗の古刹である。仁王門に安置され、厄除け、火事、泥棒除けの利益があるという仁王像と、本尊厄除十一面観世音菩薩で知られている。境内の三重塔は千葉県の有形文化財に指定されている。
- 小池大塚古墳
- 高田二号墳
- 山田・宝馬古墳群
- 飯櫃城跡

### 観光スポット
- 芝山公園
  - 15ヘクタールの園内に、梅の花木園、芝生園など、落ち着いた雰囲気の公園。また、千葉県の有形文化財に指定されている江戸時代の農家（旧藪家住宅）が移築され、休憩施設、野球場、ミニアスレチックなどの施設があり、休日や祝日には家族連れで賑わっている。
- 芝山古墳・はにわ博物館
  - 芝山公園内にあり、県内、九十九里地方から出土した埴輪や古墳時代（3世紀末 - 7世紀）の考古遺跡が展示されている。館内は、県内や関東地方の古墳文化のおおよそを写真や解説図で理解することができ、古墳時代の遺跡と暮らしがぶりがわかるように、古墳や住居跡から出土した遺物を展示している。
- 芝山はにわ道

成田国際空港南側一帯は「スカイパークしばやま」と総称する航空科学博物館、芝山水辺の里、空の駅風和里しばやま、グリーンポートエコ・アグリパークなどがある新たな観光施策を展開している。
- 航空科学博物館
  - 日本の航空機の歴史や技術、現状が、一目でわかる日本初の航空博物館。館内には、日本で初めて飛行が行われた、アンリ・ファルマン複葉機の原寸大模型、や実物の航空機のエンジンが展示されている他、フライト・シミュレーター装置による搭乗体験ができる。5階の360度パノラマ展望台からは、成田国際空港を離着陸する航空機を間近に見る事が出来る。また、屋外展示場には、戦後初の国産型旅客機「YS-11試作1号機」も展示されている。
- ひこうきの丘
  - 成田国際空港A滑走路までの間が580メートルの距離に位置し、成田国際空港南側の芝山町一体の「スカイパークしばやま」内に存在する。展望広場からは、A滑走路を離着陸する飛行機を間近に見る事が出来る。
- グリーンポートエコ・アグリパーク
- 芝山水辺の里

その他
- サテライト成田・f-keiba成田
  - 2008年7月にオープンした競輪場外車券売場。2012年7月には構内に場外勝馬投票券発売所もオープンしている。
- 芝山ゴルフ倶楽部

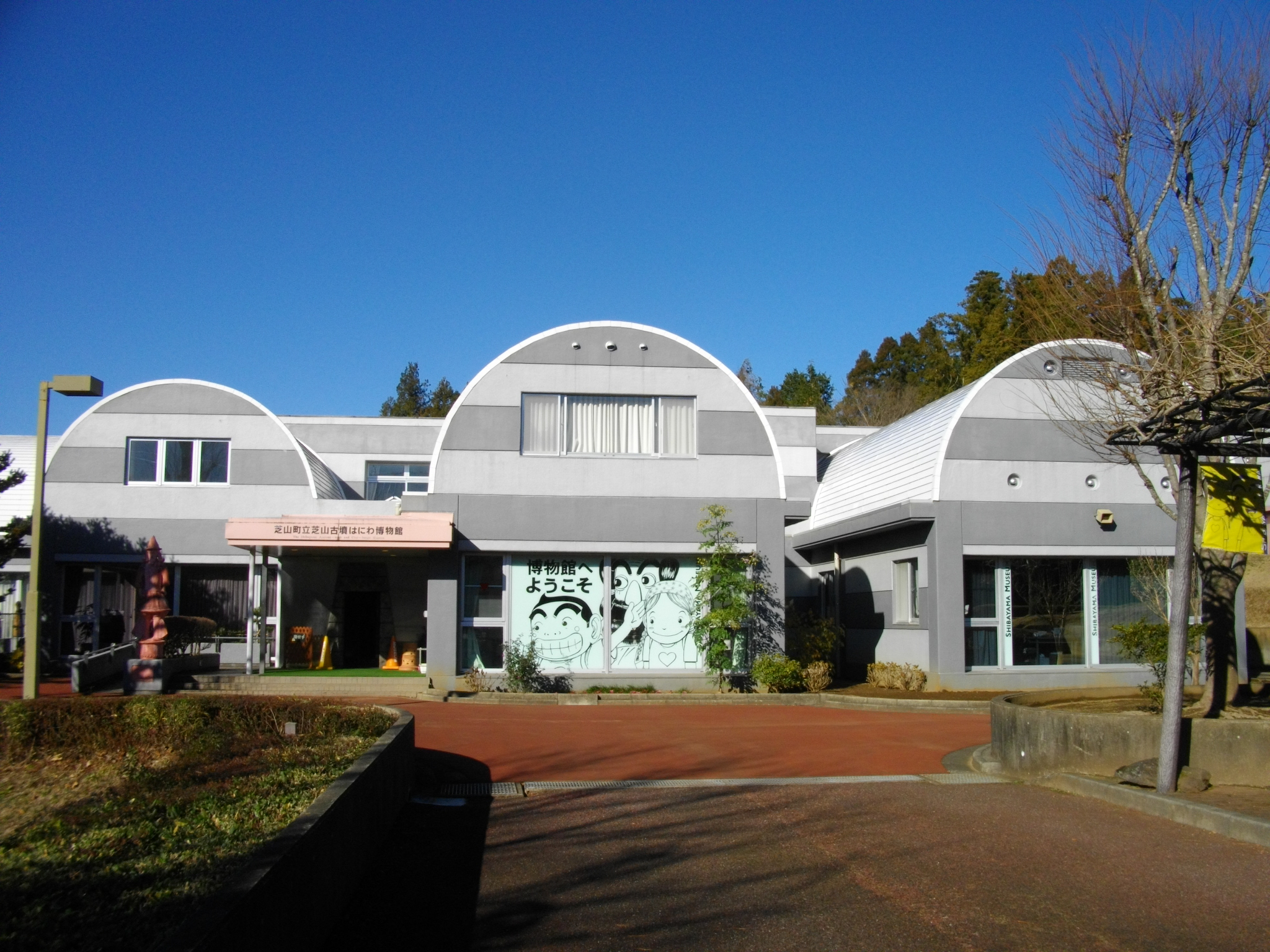
芝山古墳・はにわ博物館
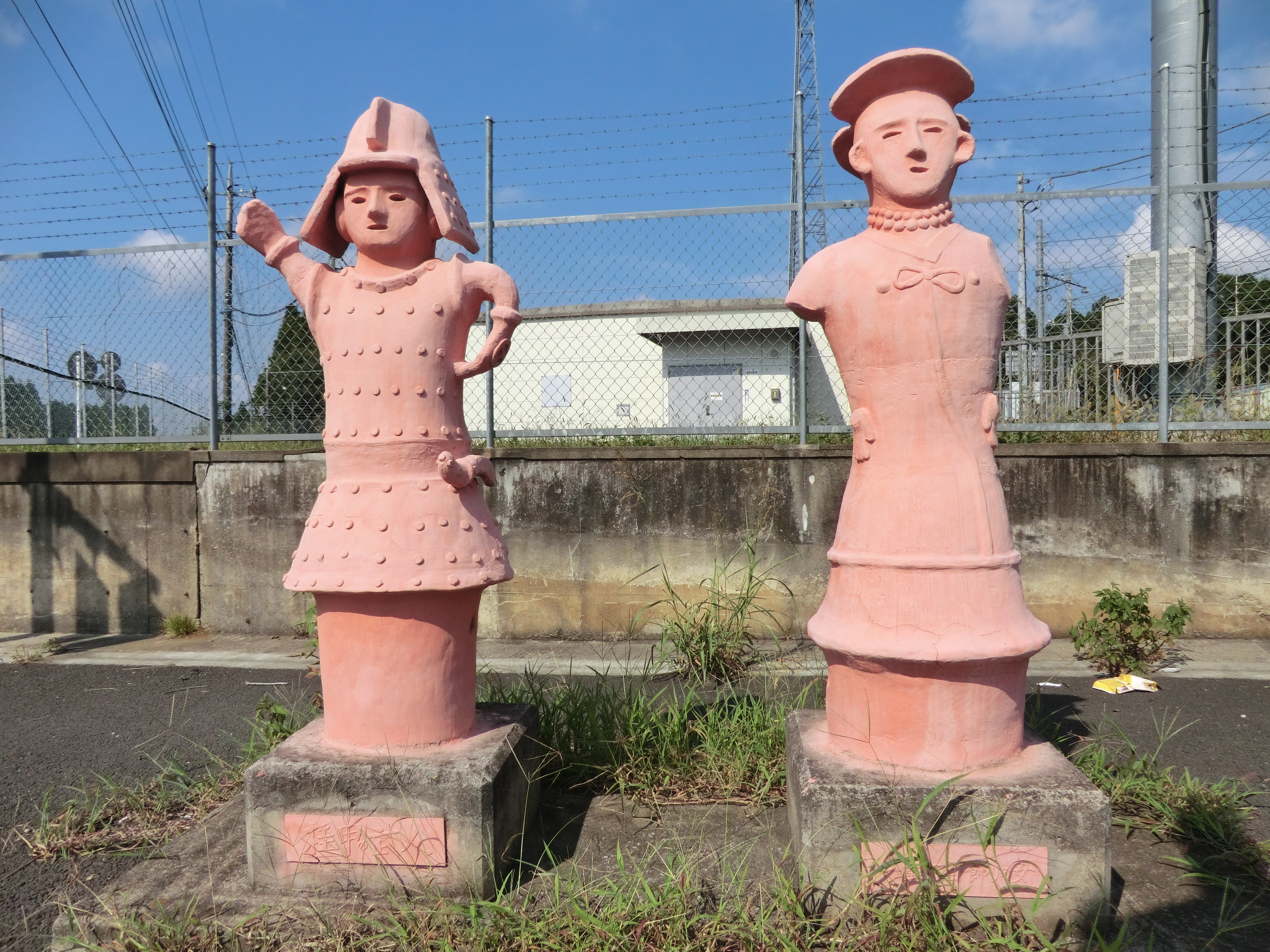
芝山はにわ道
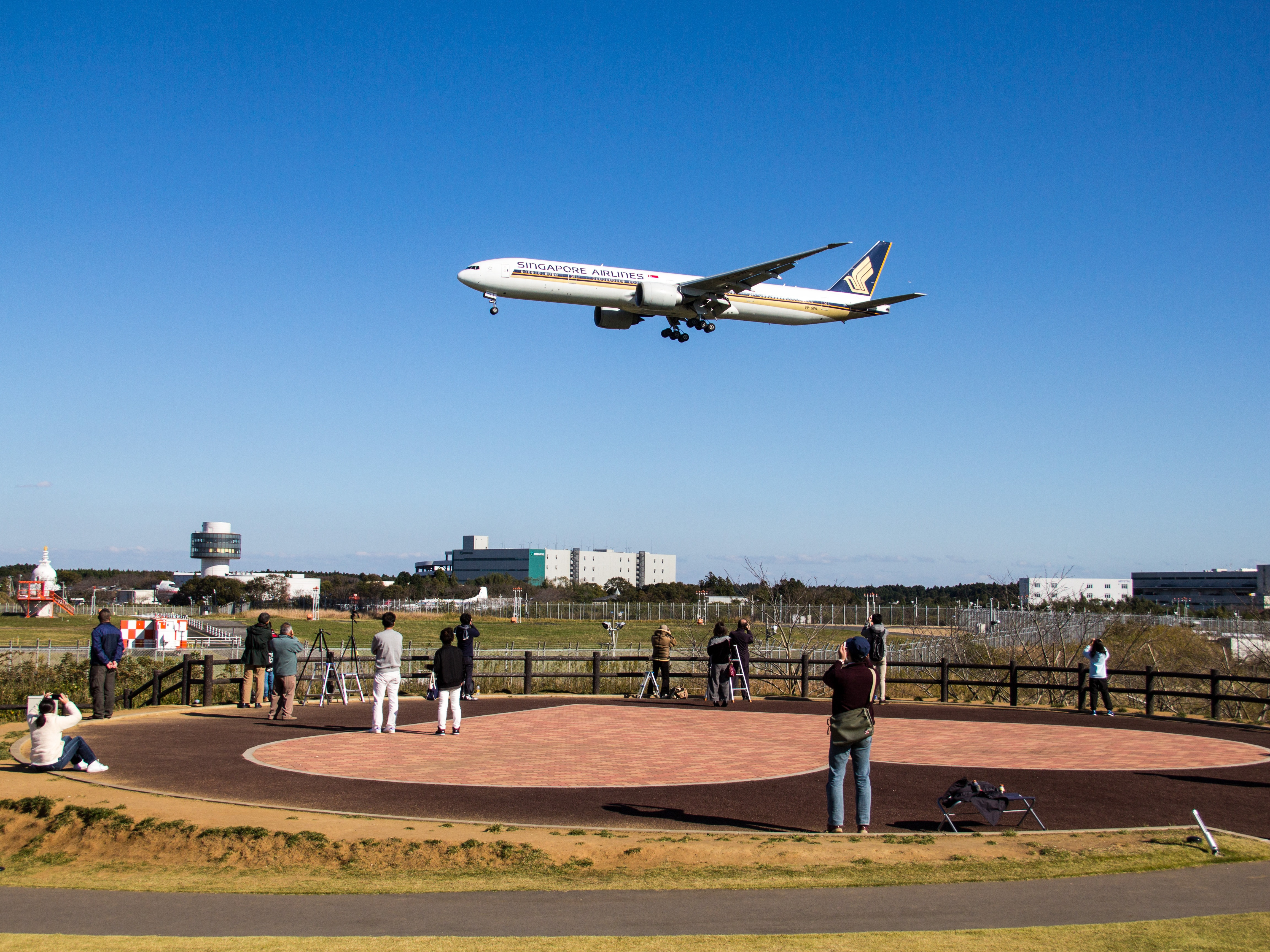
ひこうきの丘
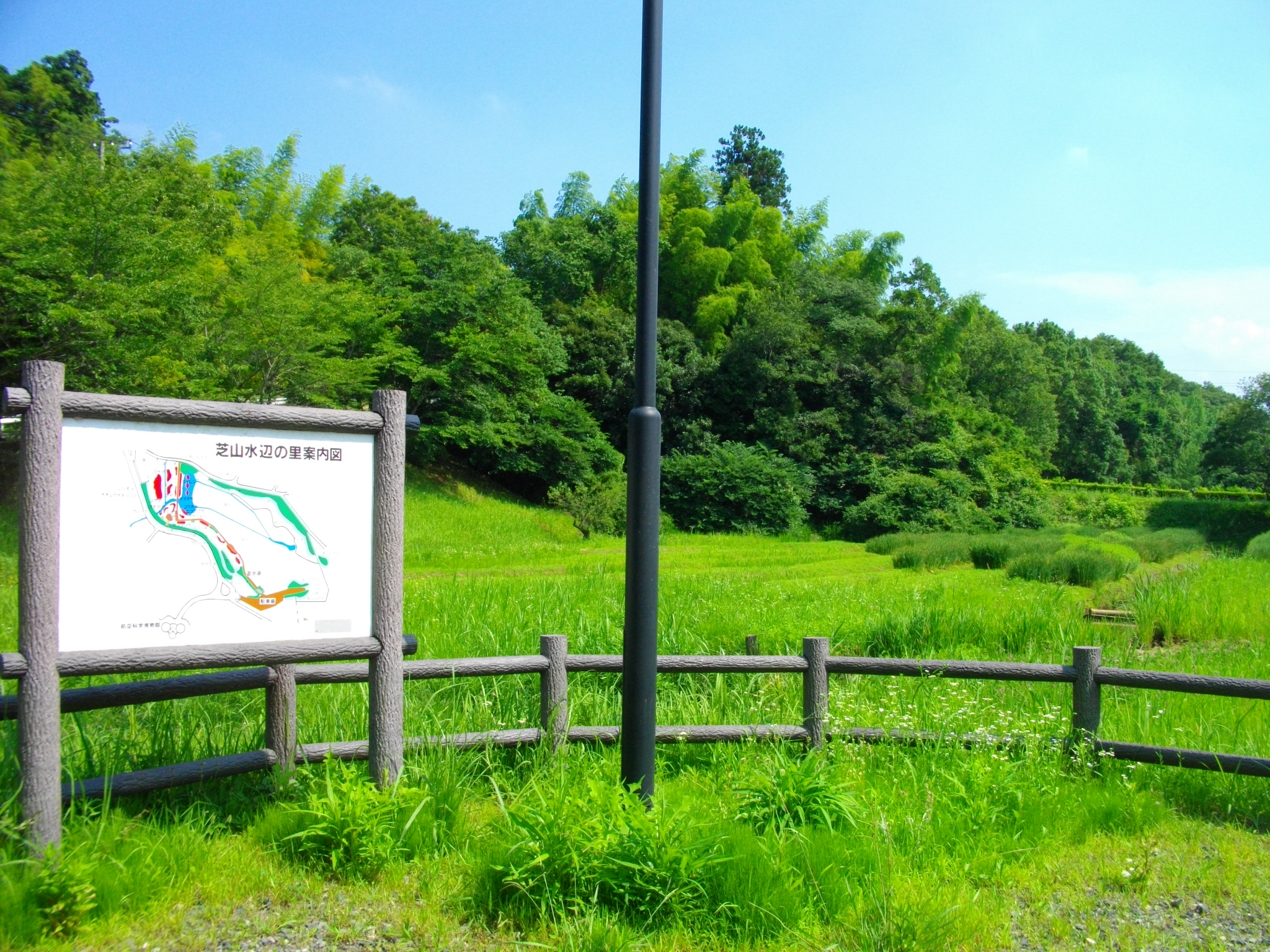
芝山水辺の里
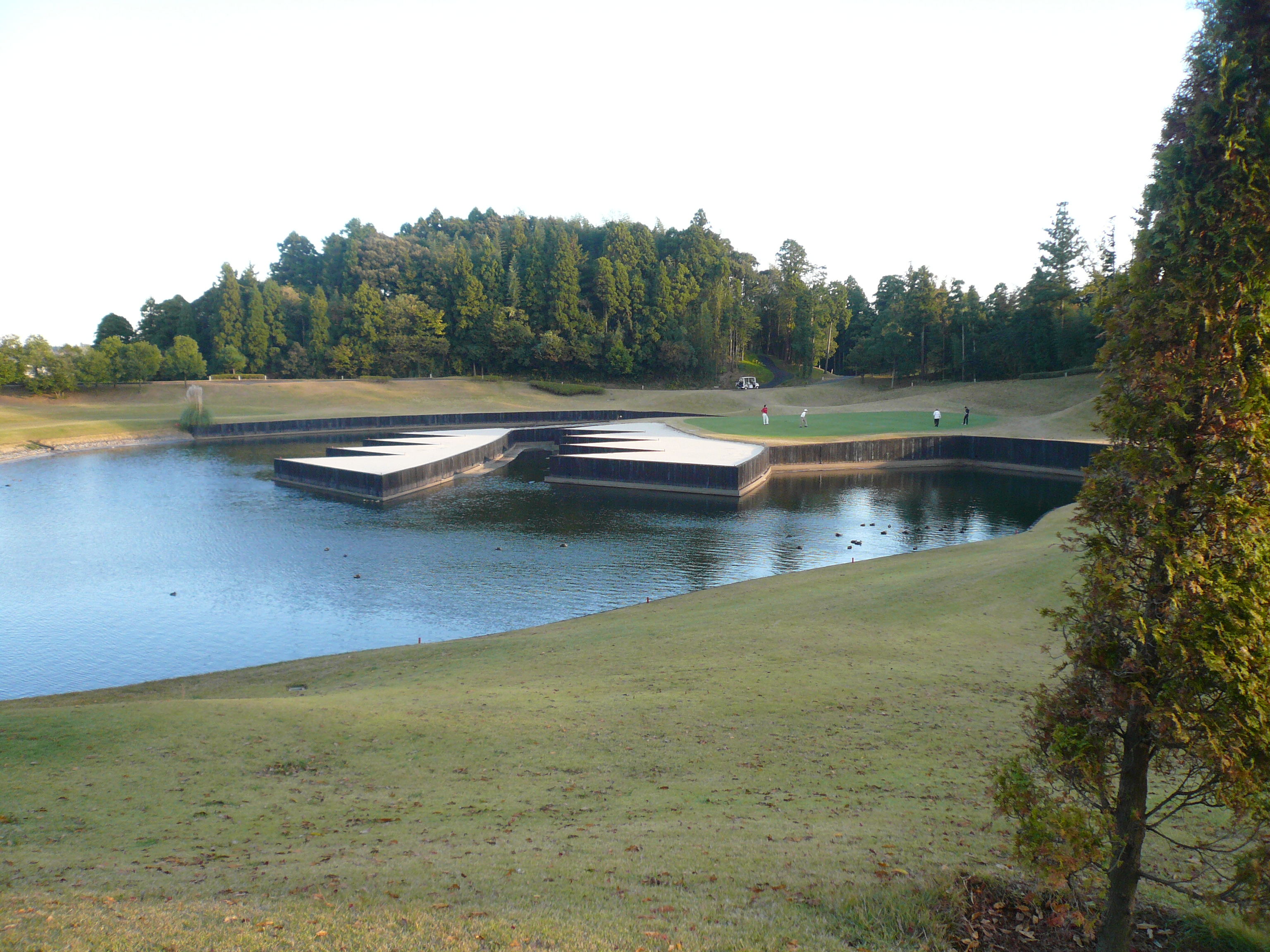
芝山ゴルフ倶楽部

### 祭事・催事
- 芝山はにわ祭
  - 毎年11月第2日曜日に開催。
- あらい祭り（大根祭り）
  - 毎年12月14日に行われる祭り。当日は「鍋かけず」と言われ、当番の家以外では火を使ってはならないとされる。当番の家で獅子舞による無病息災・火盗難除・五穀豊穣の祭礼を行う。また、大宮神社では神社の正面に作った櫓に火を放ち、子供が大根を投げつけて神官が正面から神社に入るのを阻止する習わしがある[9]。

### 文化財

旧藪家住宅

千葉県指定文化財一覧。
| 番号 | 指定・登録 | 類別                   | 名称                             | 所在地                         | 所有者または管理者 | 指定年月日       | 備考 |
| ---- | ---------- | ---------------------- | -------------------------------- | ------------------------------ | ------------------ | ---------------- | ---- |
| 1    | 県指定     | 有形文化財（建造物）   | 観音教寺三重塔                   | 山武郡芝山町芝山298            | 観音教寺           | 昭和30年12月15日 | 1棟  |
| 2    | 県指定     | 有形文化財（建造物）   | 旧藪家住宅                       | 山武郡芝山町芝山414-1          | 芝山町             | 昭和49年3月19日  | 1棟  |
| 3    | 県指定     | 有形文化財（考古資料） | 芝山古墳群（殿塚・姫塚）出土埴輪 | 山武郡芝山町芝山298            | 観音教寺           | 昭和46年3月26日  | 9点  |
| 4    | 県指定     | 有形文化財（考古資料） | 庄作遺跡出土の墨書土器資料群     | 芝山町立芝山古墳・はにわ博物館 | 芝山町             | 平成22年3月19日  | 一括 |
| 5    | 県指定     | 無形民俗文化財         | 白桝粉屋おどり                   | 山武郡芝山町大里               | 白桝粉屋踊り保存会 | 昭和43年4月9日   |      |

## 出身者
- 石井四郎（陸軍軍医総監、731部隊創設者・部隊長）
- 鈴木貞一（陸軍中将、企画院総裁、A級戦犯）
- 木内重四郎（貴族院議員、京都府知事）